# Les Enfants de la nuit (court métrage)
Pour les articles homonymes, voir Les Enfants de la nuit.

Les Enfants de la nuit est un court métrage français réalisé par Caroline Deruas, sorti en 2011.

## Synopsis
Le film raconte l'amour entre une femme française, Henriette, fille de résistant, et un soldat allemand, à la fin de la Deuxième Guerre mondiale. L'ami d'enfance d'Henriette découvre leur histoire.

## Fiche technique
- Titre italien : Bambini della notte
- Réalisation : Caroline Deruas
- Scénario : Caroline Deruas-Garrel, Claire Legendre
- Production :  Les Films au Long Cours, Mezzanine Films, La Mer à boire Productions
- Producteurs : Ludovic Henry, Olivier Berlemont
- Image : Pascale Marin
- Musique : Antony Gonzalez[1]
- Montage : Floriane Allier
- Costumes : Brigitte Bourneuf
- Durée : 25 minutes
- Dates de sortie : 
  - Italie : août 2011 : Festival international du film de Locarno
  - France : 31 octobre 2012

## Distribution
- Yves Donval : Charles
- Adèle Haenel : Henriette
- Arthur Igual : Marcel
- Felix M. Ott : Josef

## Distinctions
- Prix du meilleur court métrage au Festival international du film de Locarno